# Conacul Pataki din Deaj
Conacul Pataki din Deaj este un monument istoric aflat pe teritoriul satului Deaj, comuna Mica.

## Localitatea
Deaj (maghiară Désfalva) este un sat în comuna Mica din județul Mureș, Transilvania, România. Prima menționare documentară a satului Deaj este din anii 1270–1272 cu denumirea Hagmás.

## Istoric
Conacul a aparținut familiei nobiliare Pataky de Désfalva. A fost construit la începutul secolului al XX-lea, în stil neobaroc. Naționalizat și neretrocedat în prezent adăpostește un cabinet medical individual de medicină de familie.

## Imagini din exterior

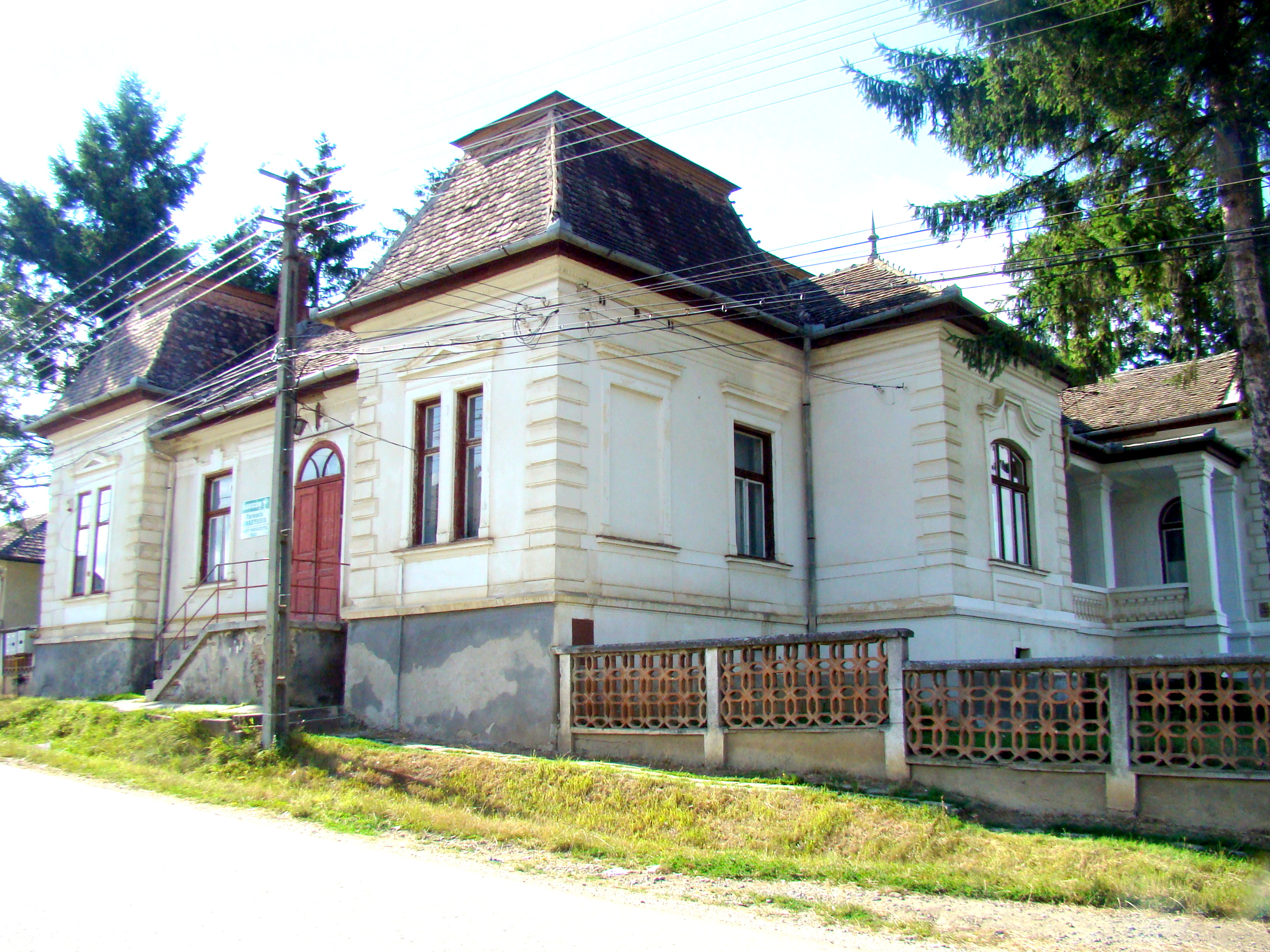
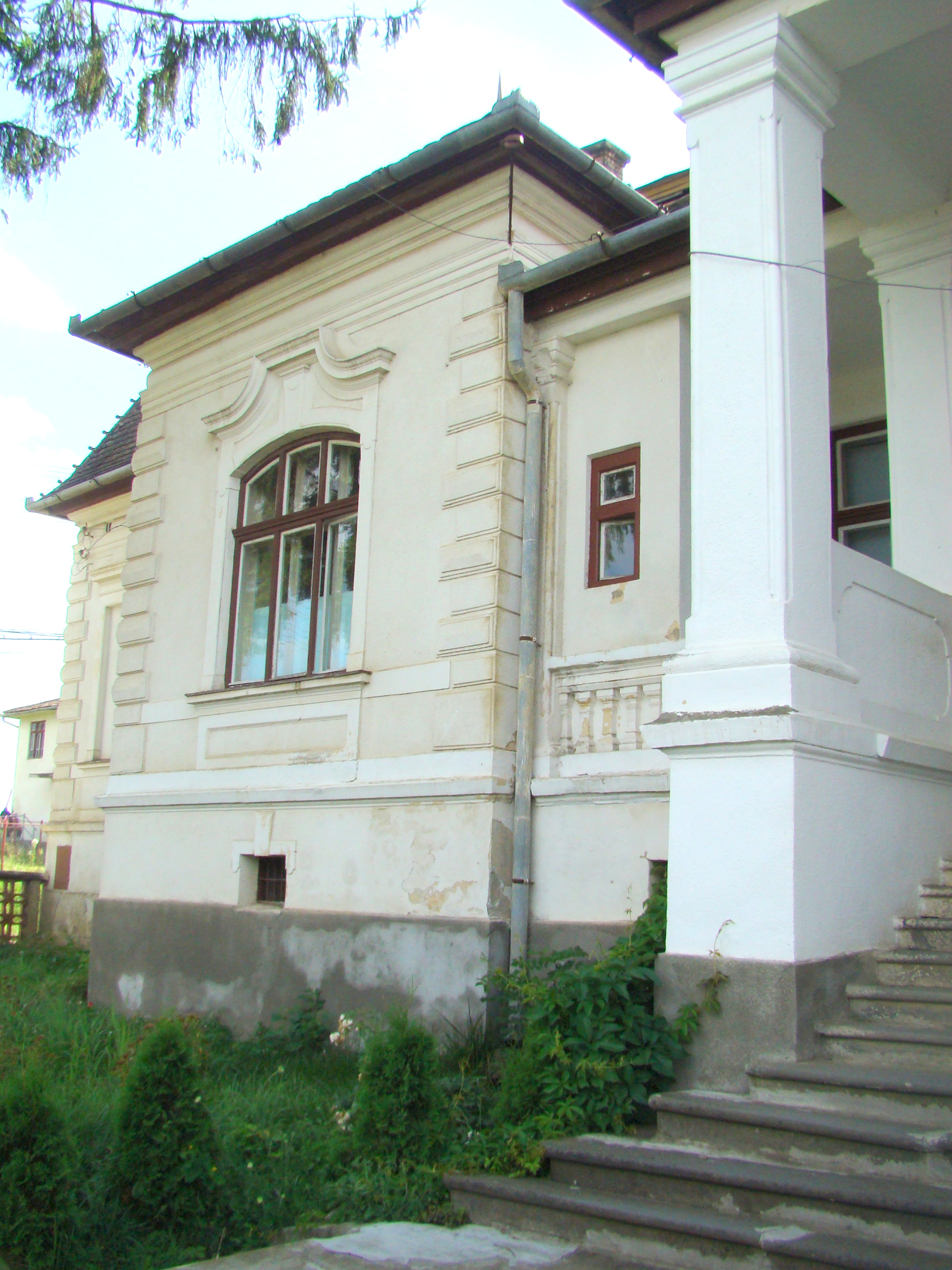
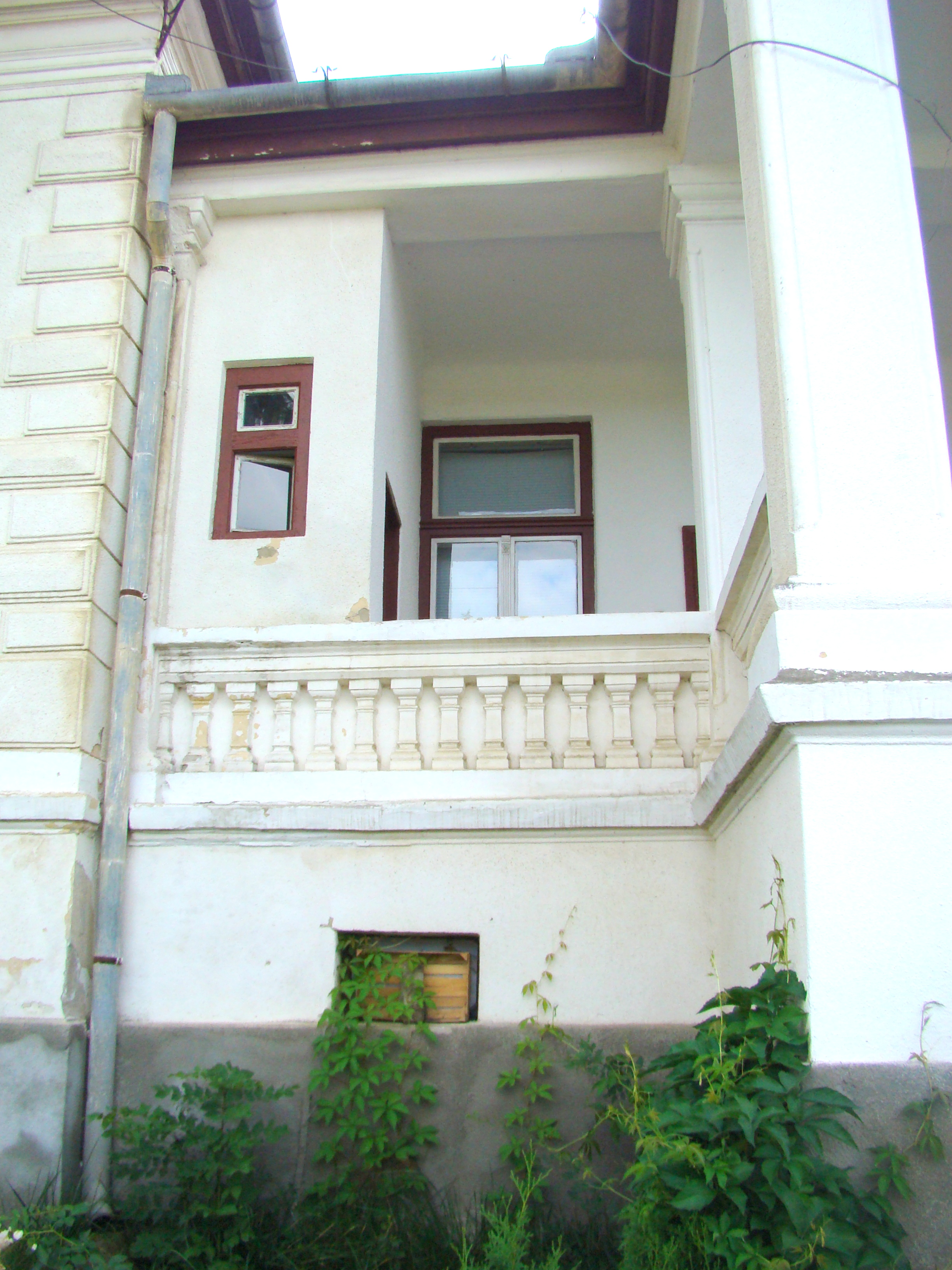
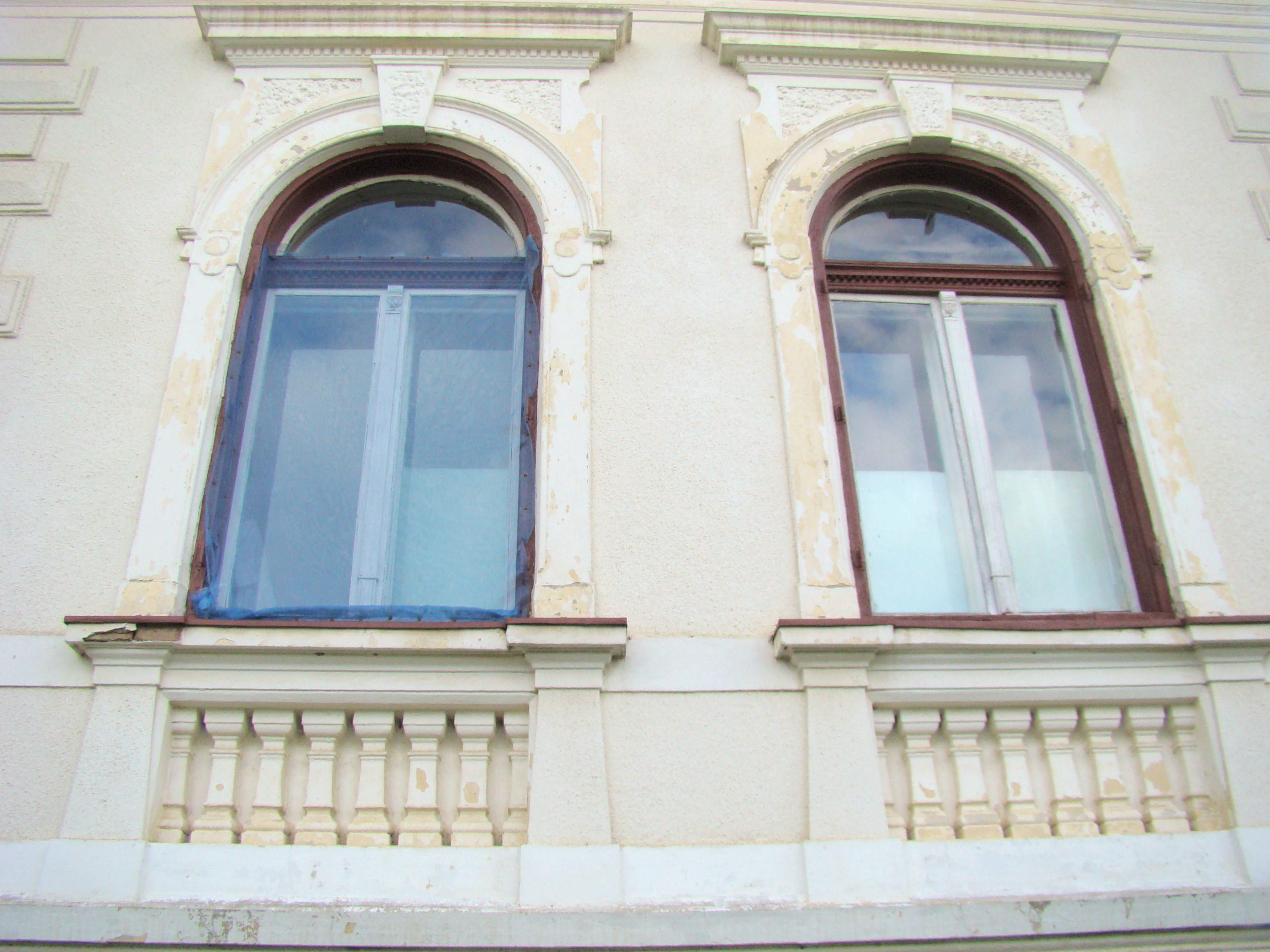
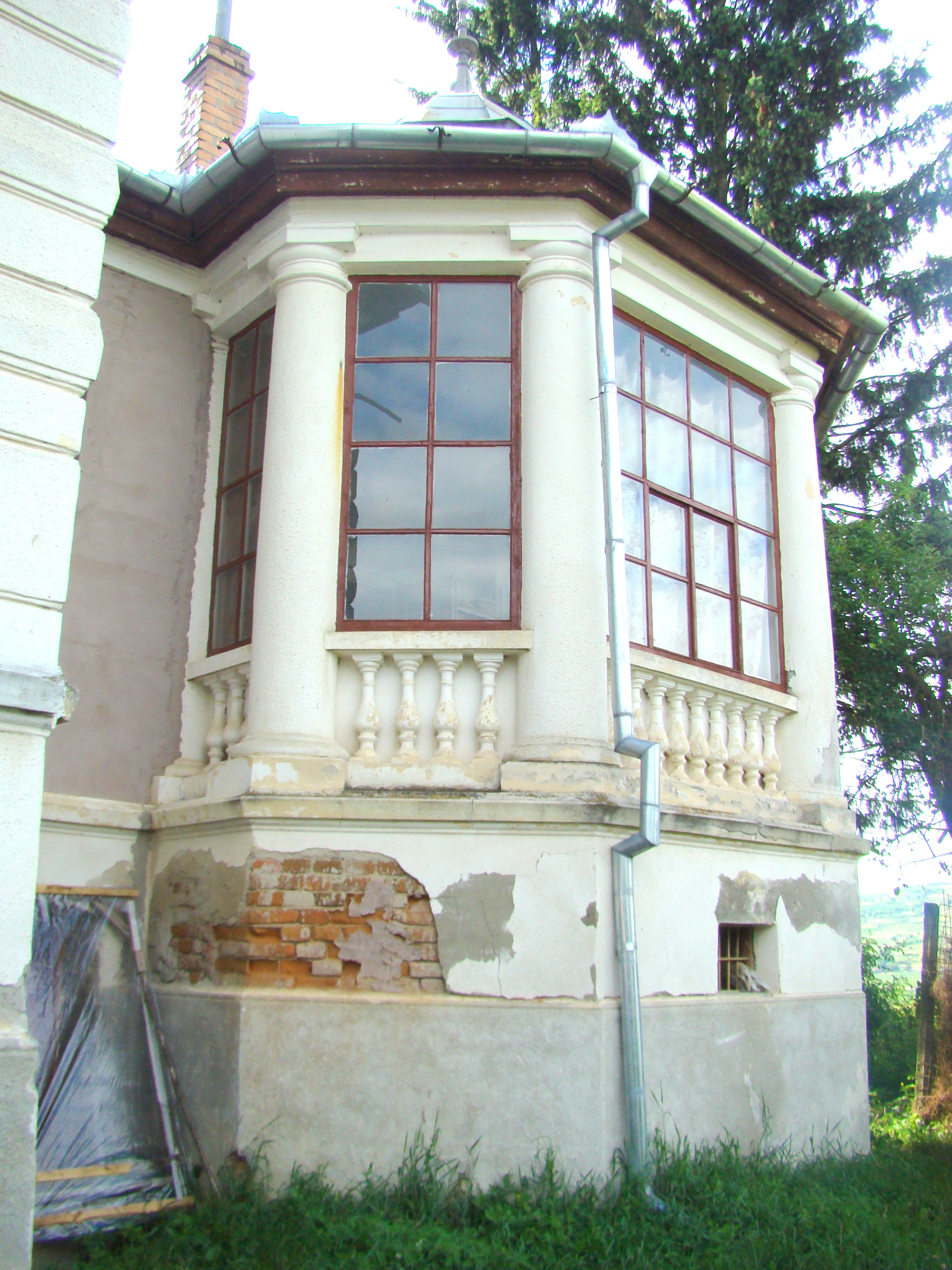
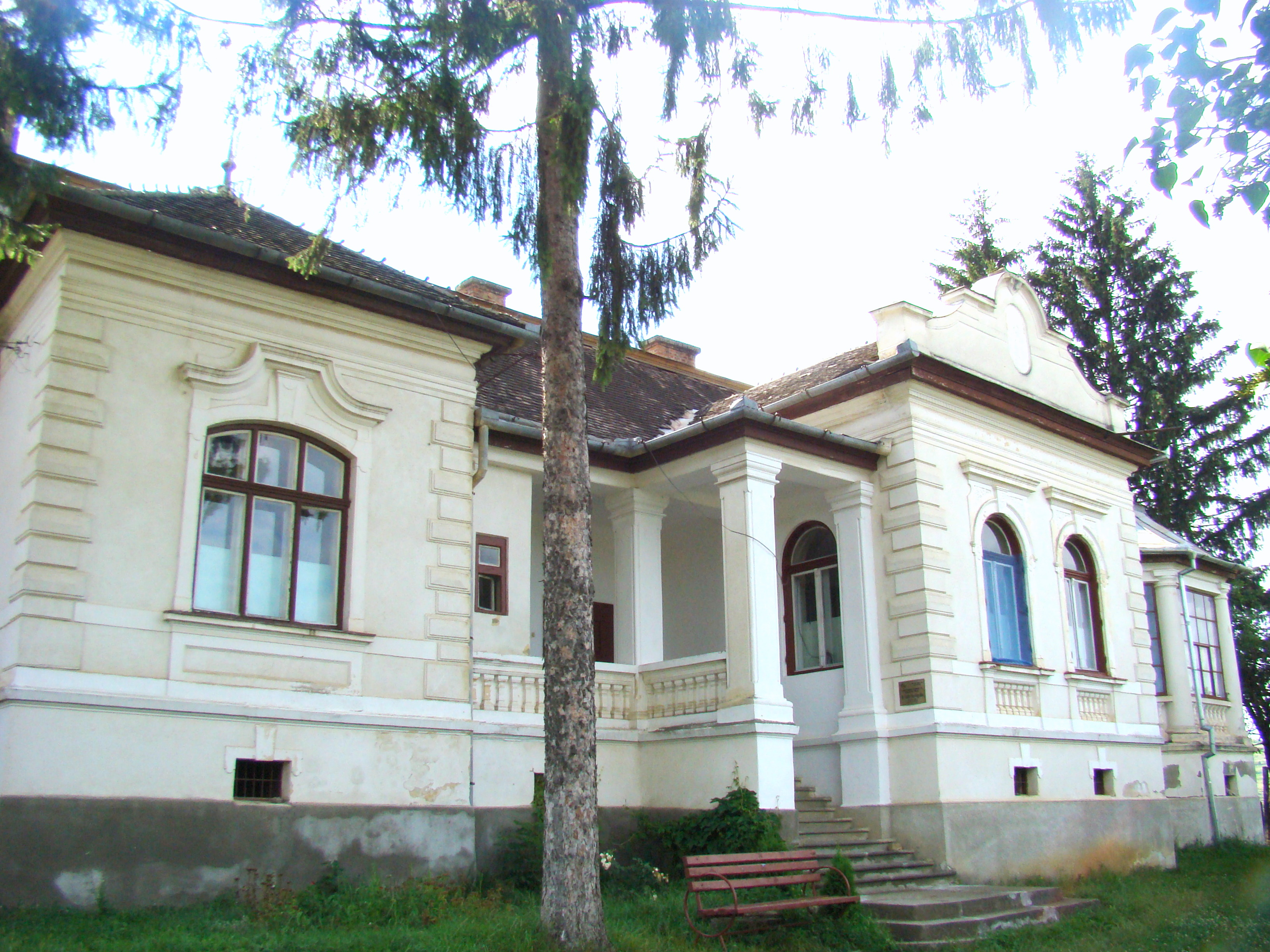
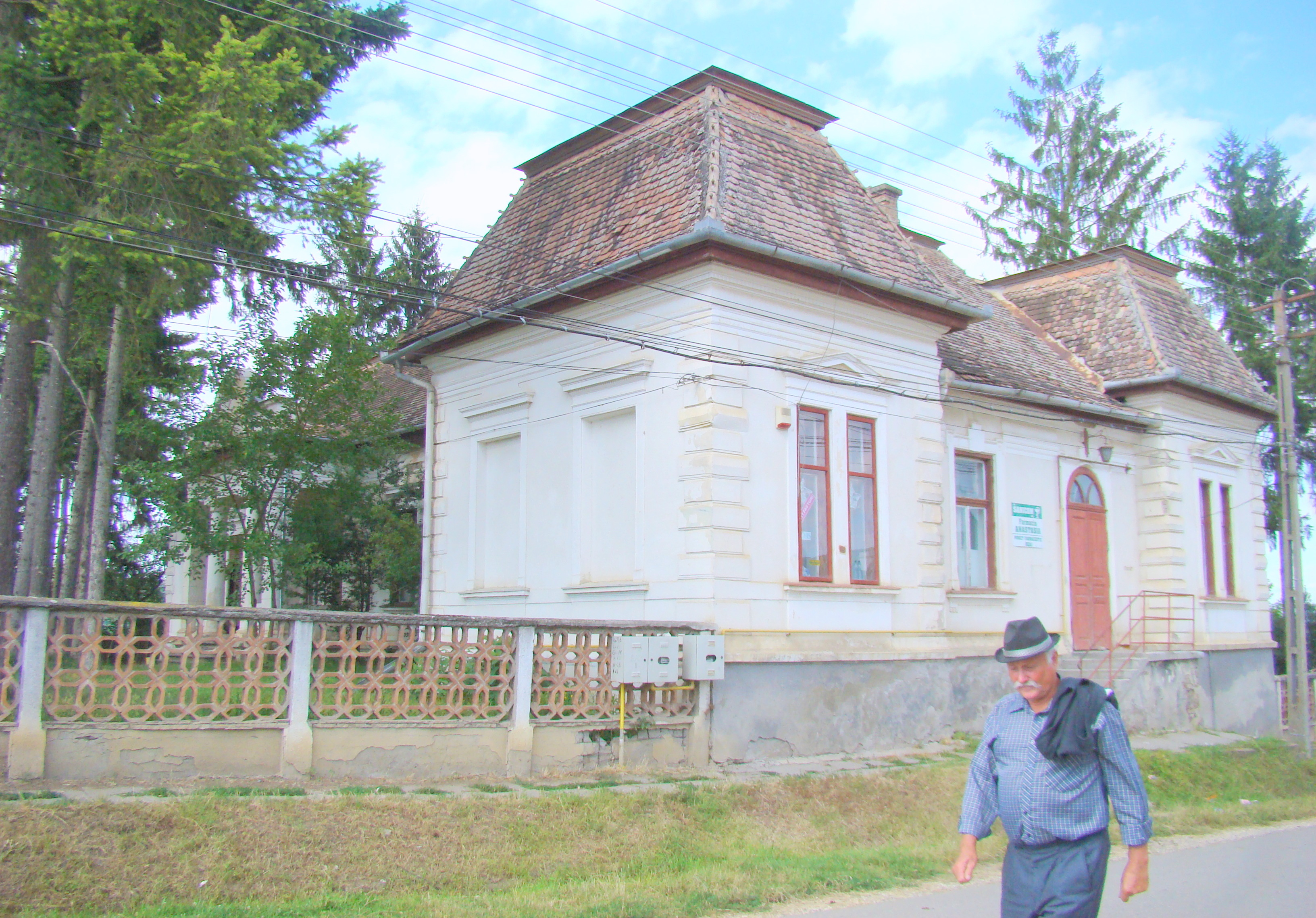
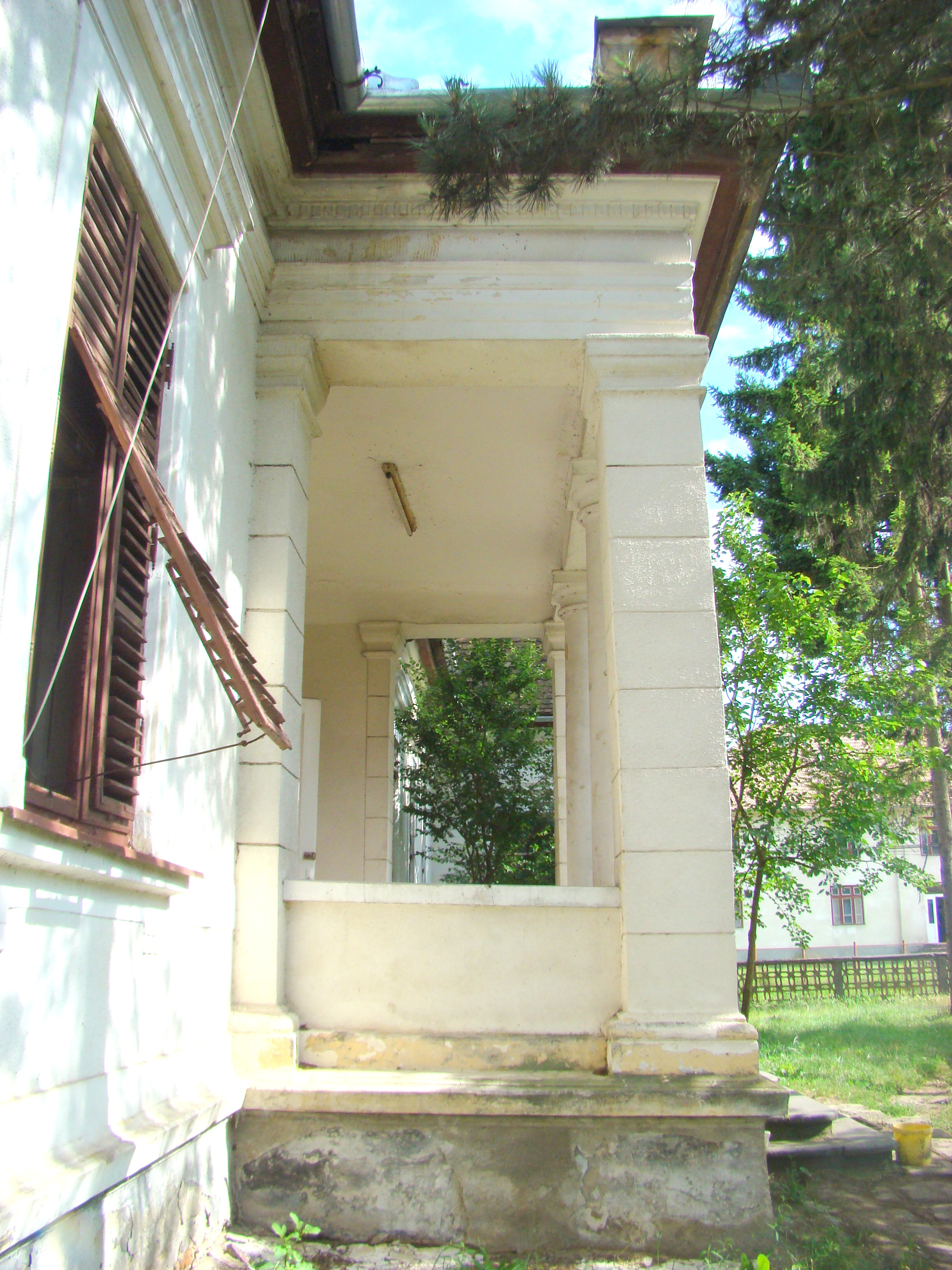
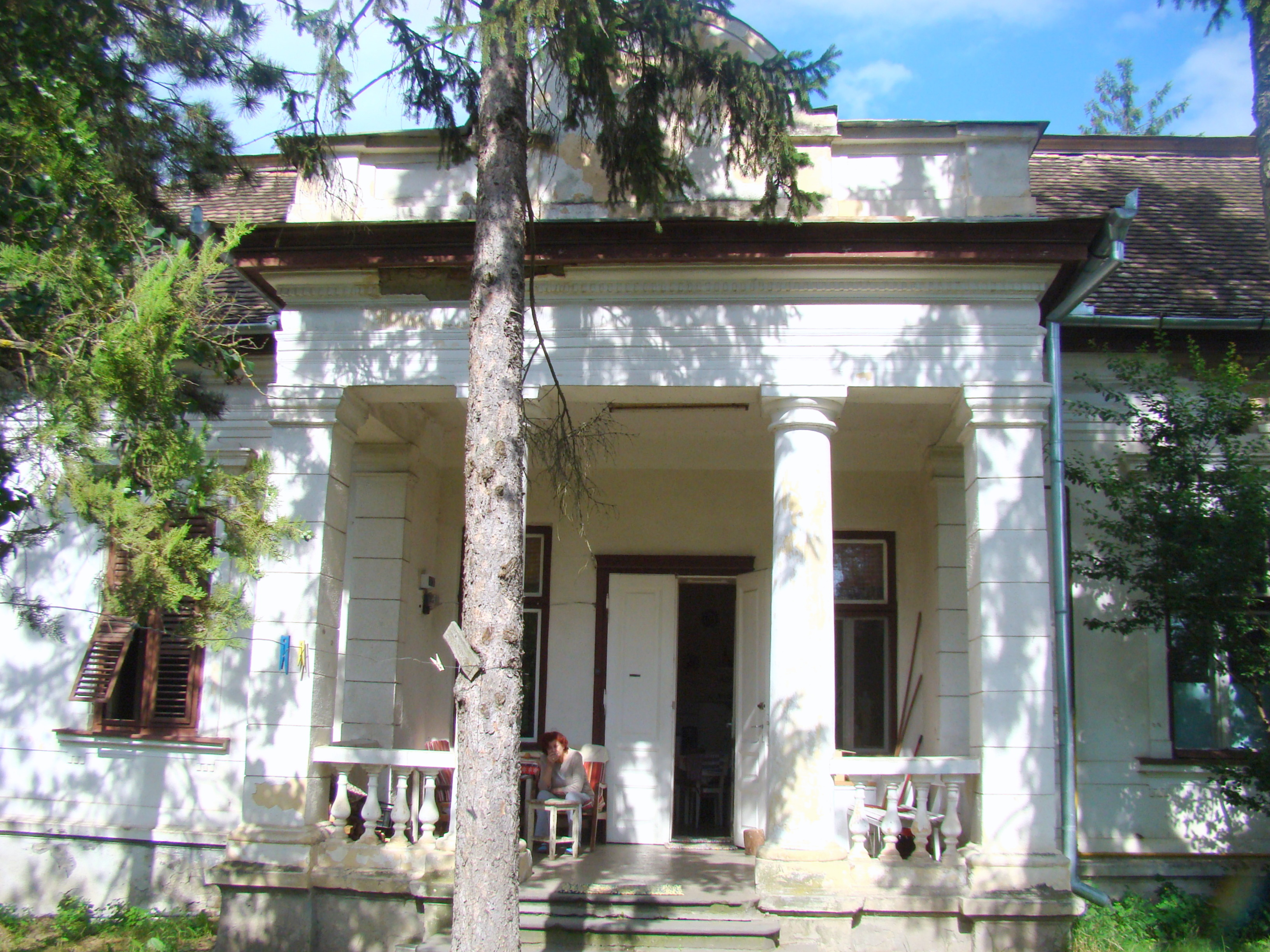
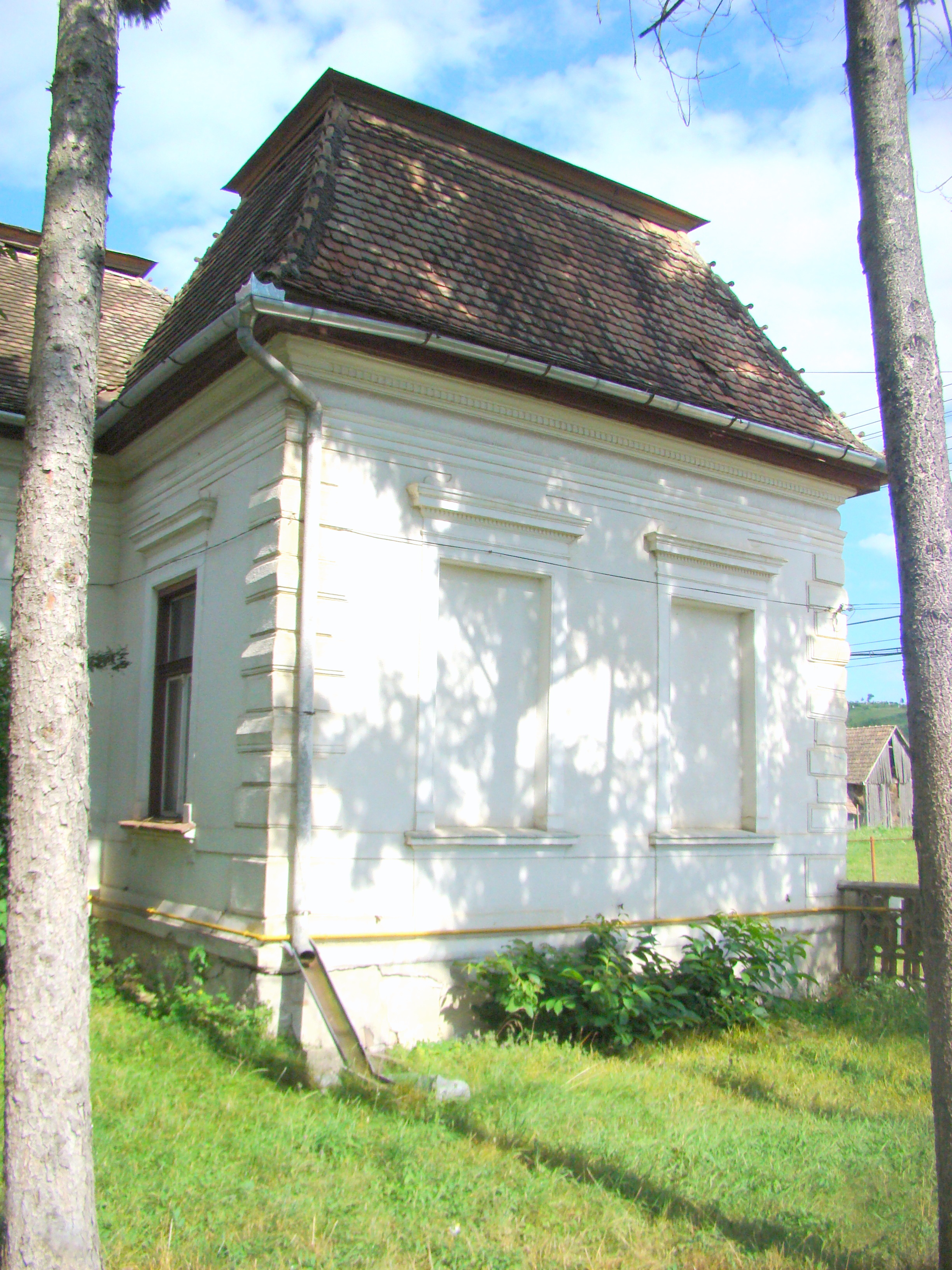
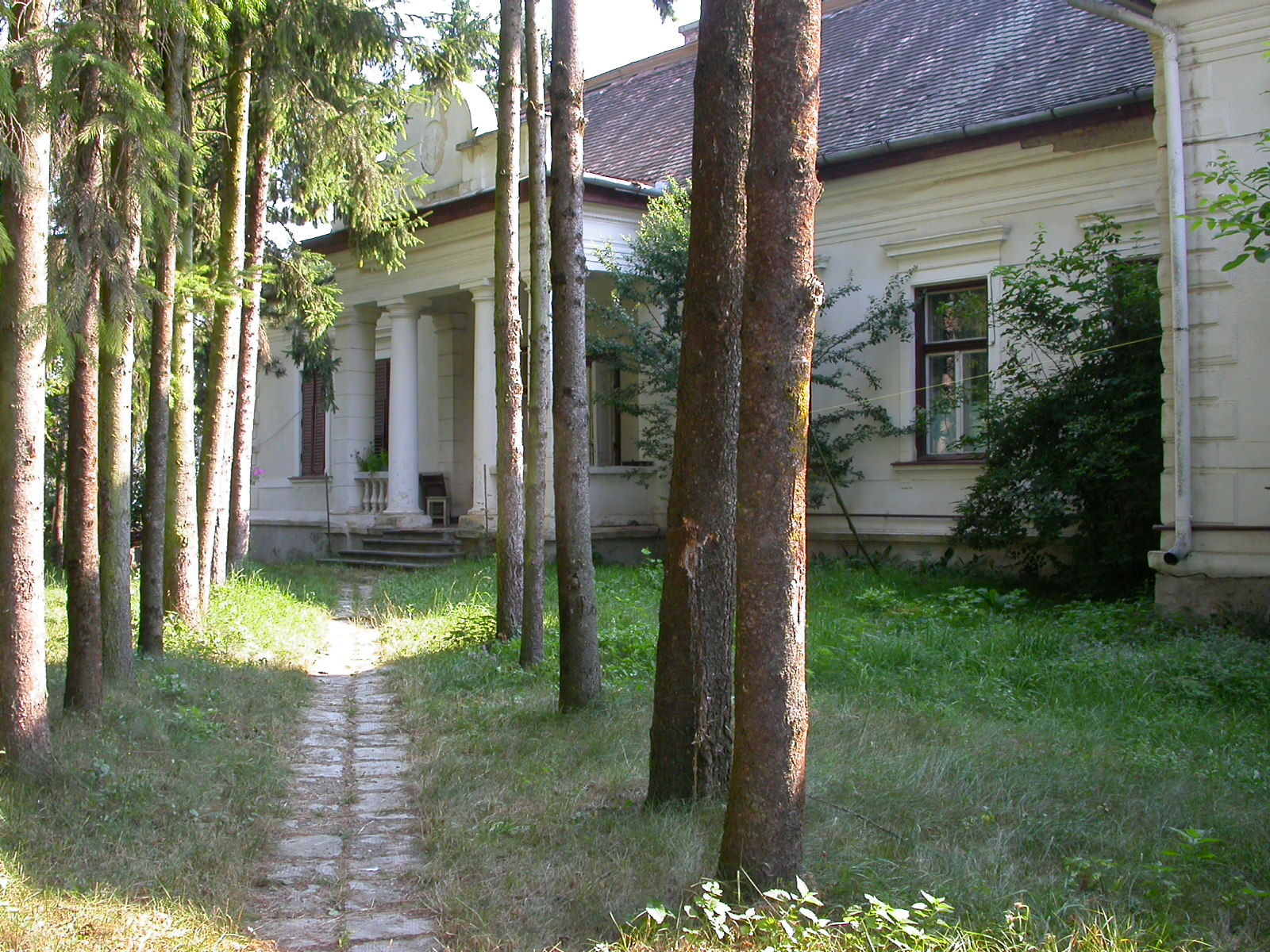